# Kokoro Fudžii
Kokoro Fudžii (japonsky:藤井 快, * 30. listopadu 1992 Šizuoka) je japonský reprezentant ve sportovním lezení, bouldrista, mistr Asie a juniorský mistr Asie v lezení na obtížnost. V celkovém hodnocení světového poháru v roce 2016 získal dvě medaile.

## Výkony a ocenění
- 2014: nominace na prestižní mezinárodní závody Rock Master v italském Arcu
- 2016: nominace na X. Světové hry 2017 ve Vratislavi za umístění na SP
- 2017: mistr Asie
- 2018: finalista mistrovství světa, stříbro na Asijských hrách, mistr Asie

### Závodní výsledky
| Arco Rock Master | Arco Rock Master |
| Rok              | 2014             |
| ---------------- | ---------------- |
| Bouldering       | 5                |

| Mistrovství světa | Mistrovství světa | Mistrovství světa |
| Rok               | 2016              | 2018              |
| ----------------- | ----------------- | ----------------- |
| Obtížnost         | —                 | 27                |
| Rychlost          | —                 | 36                |
| Bouldering        | 12-13             | 5                 |
| Kombinace         | —                 | 6                 |

| Světový pohár       | Světový pohár        | Světový pohár | Světový pohár       | Světový pohár | Světový pohár    | Světový pohár          | Světový pohár        |
| Rok                 | 2012                 | 2013          | 2014                | 2015          | 2016             | 2017                   | 2018                 |
| ------------------- | -------------------- | ------------- | ------------------- | ------------- | ---------------- | ---------------------- | -------------------- |
| Obtížnost           | 38-40                | —             | —                   | —             | 22               | 16                     | 24                   |
| jednotlivě*         | -,20,21,-, -,-,-,-,- | —             | —                   | —             | -,24,-, -,-,8,18 | 17,6,10,-, -,-,9-10,12 | -,-,8,-, -,20,10,    |
|                     |                      |               |                     |               |                  |                        |                      |
| Rychlost            | —                    | —             | —                   | —             | —                | 0                      | 0                    |
| jednotlivě*         | —                    | —             | —                   | —             | —                | ,32,                   | ,47,64, 44,35,49,    |
|                     |                      |               |                     |               |                  |                        |                      |
| Bouldering          | —                    | x             | x                   | x             | 2                | 5                      | 6                    |
| jednotlivě* (4/0/1) | —                    | 21, 35,31     | 17,6,10, 13,37,6,14 | 27,9, 11,6,4  | 9,,4, · ,10,     | ,6,4,5, · 9,11,9,      | 7,18,16, · 5,,17,12, |
|                     |                      |               |                     |               |                  |                        |                      |
| Kombinace           | —                    | —             | —                   | —             | 3                | 3                      | 3                    |

* pozn.: nalevo jsou poslední závody v roce` v roce 2017 se hodnotila kombinace i za jednu disciplínu
| Asijské hry | Asijské hry |
| Rok         | 2018        |
| ----------- | ----------- |
| Obtížnost   | (1)         |
| Rychlost    | 23 / (5)    |
| Bouldering  | (3)         |
| Kombinace   | 2           |

| Mistrovství Asie | Mistrovství Asie | Mistrovství Asie | Mistrovství Asie |
| Rok              | 2015             | 2017             | 2018             |
| ---------------- | ---------------- | ---------------- | ---------------- |
| Obtížnost        | —                | 1                | 1                |
| Rychlost         | —                | 28               | 30               |
| Bouldering       | 5                | 1                | 4                |

| Mistrovství světa juniorů | Mistrovství světa juniorů |
| Rok                       | 2010 junioři              |
| ------------------------- | ------------------------- |
| Obtížnost                 | 9                         |

| Mistrovství Asie juniorů | Mistrovství Asie juniorů |
| Rok                      | 2011 junioři             |
| ------------------------ | ------------------------ |
| Obtížnost                | 1                        |